# 2,3-Epoxypropylmethacrylat
2,3-Epoxypropylmethacrylat ist eine chemische Verbindung aus der Gruppe der substituierten Carbonsäureester und Epoxide. Es ist ein Ester der Methacrylsäure.

## Stereoisomerie
2,3-Epoxypropylmethacrylat enthält ein Stereozentrum, es gibt als zwei enantiomere Formen:
- (R)-2,3-Epoxypropylmethacrylat und
- (S)-2,3-Epoxypropylmethacrylat.

Von praktischer Bedeutung ist lediglich (RS)-2,3-Epoxypropylmethacrylat, also das Racemat (1:1-Gemisch) der beiden Enantiomeren. Wenn in diesem Artikel oder in der wissenschaftlichen Literatur „2,3-Epoxypropylmethacrylat“ ohne jeglichen Namenszusatz erwähnt wird, ist (RS)-2,3-Epoxypropylmethacrylat gemeint.

## Gewinnung und Darstellung
2,3-Epoxypropylmethacrylat kann durch die Kondensation von Allylalkohol und Epichlorhydrin mit anschließender Dehydrochlorierung mit einer Lauge zur Bildung des Epoxid-Ringes gewonnen werden.
Im Jahr 1998 wurden in Japan etwa 3.000 t hergestellt. Damit zählt 2,3-Epoxypropylmethacrylat zu den chemischen Substanzen, die in großen Mengen hergestellt werden („High Production Volume Chemical“, HPVC) und für die von der Organisation für wirtschaftliche Zusammenarbeit und Entwicklung (OECD) eine Datensammlung zu möglichen Gefahren („Screening Information Dataset“, SIDS) angefertigt wurde.

## Verwendung
2,3-Epoxypropylmethacrylat wird als Comonomer für Polymere verwendet. So wird es zum Beispiel zur Herstellung des Acrylharzes des Pulverlackes des Smart eingesetzt.

## Sicherheitshinweise
2,3-Epoxypropylmethacrylat neigt zur spontanen Polymerisation und bei Kontakt mit Luft besteht Explosionsgefahr.